# Forsby, Västra Ed
Forsby är en herrgård i Västra Eds socken, Västerviks kommun.
Forsby omtalas i dokument första gången 1279 då Lars i Forsby var faste vid häradstinget. 1286 sålde Lars i Forsby jord i Dalhems socken, Småland, genom byte avhände sig Nils Larsson i Forsby 1395 jord i Dalhems socken mot jord i Tryserums socken. Lars i Forsby var löftesman vid häradstinget 1399 och Nils i Forsby var faste vid häradstinget 1405. Inget tyder dock på att Forsby var sätesgård vid den tiden. Bo Nilsson (Grip) ärver 1455 en gård i Forsby från sin mor. Erik Eriksson (Gyllenstierna) den yngre ärvde 1500 en gård i Forsby efter sin mor. Nils Bosson (Grip)s jordebok från omkring 1510 upptar en gård som årligen räntar 4 gutniska mark, den ärvs senare av hans dotter Kerstin Nilsdotter (Grip) och under senare hälften av 1500-talet anges Göran Eriksson (Gyllenstierna) äga två mantal frälse i Forsby. Herrgårdens ägor omfattade ännu vid mitten av 1900-talet omkring 1.500 hektar mark, av vilka 435 hektar var åker, och innefattade kvarn och vattenkraftverk. Huvudbyggnaden i reveterat trä härrör från omkring 1700, övervåningen har tillfogats omkring 1830, huvudbyggnaden har två flyglar. Sedan mitten av 1600-talet har Forsby tillhört släkterna Stiernsköld, Bagge, von Knorring, Lybecker och från 1917 Bergenstråhle.